# Cattedrale della Santissima Trinità (Liepāja)
La cattedrale della Santissima Trinità (in lettone Liepājas Svētās Trīsvienības Katedrale) è la cattedrale protestante della città di Liepāja.

## Storia e descrizione
La prima pietra della chiesa fu posata nel 1742 e il 5 dicembre 1758 la chiesa fu consacrata solennemente. L'architettura interna ed esterna della chiesa è in stile tardo barocco con caratteristiche classiche. L'interno della cattedrale è caratterizzato da elementi rococò e arredi di lusso con sculture in legno dorato. La cattedrale è particolarmente degna di nota per il suo organo con 131 arresti, 4 manuali e oltre 7000 canne, che ne fanno il più grande organo meccanico del mondo fino al 1968. È stato il primo grande organo meccanico a canne in Lettonia ed è stato costruito da Henrich Andreas Concius nel 1779. Nel 1865-1866 l'edificio subì la sua prima ricostruzione importante, durante la quale la torre è stata sollevata fino a quasi 55 metri di altezza. Nel 1906 è stato installato nella chiesa un orologio meccanico. Diverse modifiche sono state apportate anche alla sacrestia dietro l'altare.
Ha il titolo di cattedrale per essere sede di una delle due diocesi suffraganee dell'arcidiocesi luterana di Riga.